# Nihel Ghoul
Nihel Ghoul (sinh 2 tháng 6, 1984 Kélibia) là một vận động viên bóng chuyền nữ Tunisia. Cô là thành viên của đội bóng chuyền nữ quốc gia Tunisia và đã chơi cho đội bóng Le Havre năm 2014.
Cô là một phần của đội tuyển quốc gia Tunisia tại Giải vô địch thế giới bóng chuyền nữ FIVB 2014 ở Ý.

## Câu lạc bộ
- liên_kết=|viền HAC Le Havre (2014)